# 伯多祿·博里
聖伯多祿-羅斯-於爾敍勒-迪穆蘭-博里 主教（Pierre-Rose-Ursule-Dumoulin-Borie，1808年2月20日—1838年11月24日）是一位法国天主教传教士，属于巴黎外方传教会。他是一位天主教圣人，1988年与其他越南殉道聖人一同列圣。

## 生平

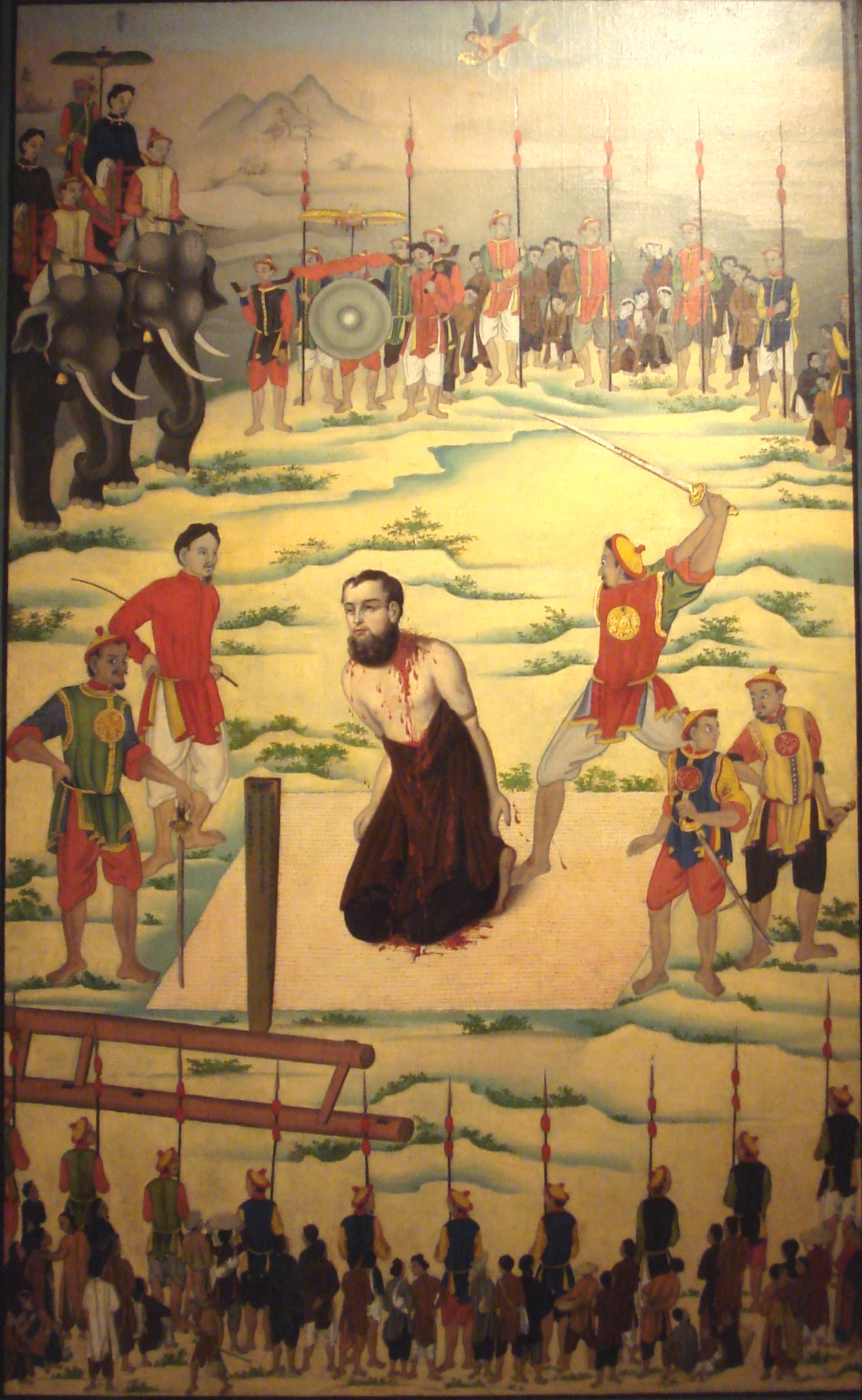
伯多祿·博里于1838年11月24日在越南东京被斩首

伯多祿·博里是纪尧姆·博里和罗斯夫妇的十二个孩子中的第六个。这是一个利穆赞贝纳的中产阶级家庭。家庭成员有不同的背景。他的一个叔叔，也是他的教父伯多祿·博里，在革命期间是一位不妥协的神父；另一个叔叔让·博里则是科雷兹省的议员，是投票赞成处决路易十六者之一。
伯多祿的教父送他接受初等教育，然后在1824年进入塞尔维埃神学院。1830年11月21日，他在巴约祝圣为神父，随后被派往海外传教，于1831年7月18日抵达澳门。
当时越南禁止传播天主教，是中国的走私船将他带到了西贡。他在东京南部传教，但遭到了迫害。他坚持在委托给他的传教区域履行他的职责。伯多祿在1838年被捕，他在监狱中得知他已于1836年1月30日被任命为阿坎瑟斯（希腊）领衔主教。在这之后不久，1838年11月24日，他被执行死刑。
11个月后，伯多祿·博里的遗骨被偷偷挖出运回法国，今天保存在巴黎巴黎外方传教会的殉道圣人室（Salle des Martyrs）。

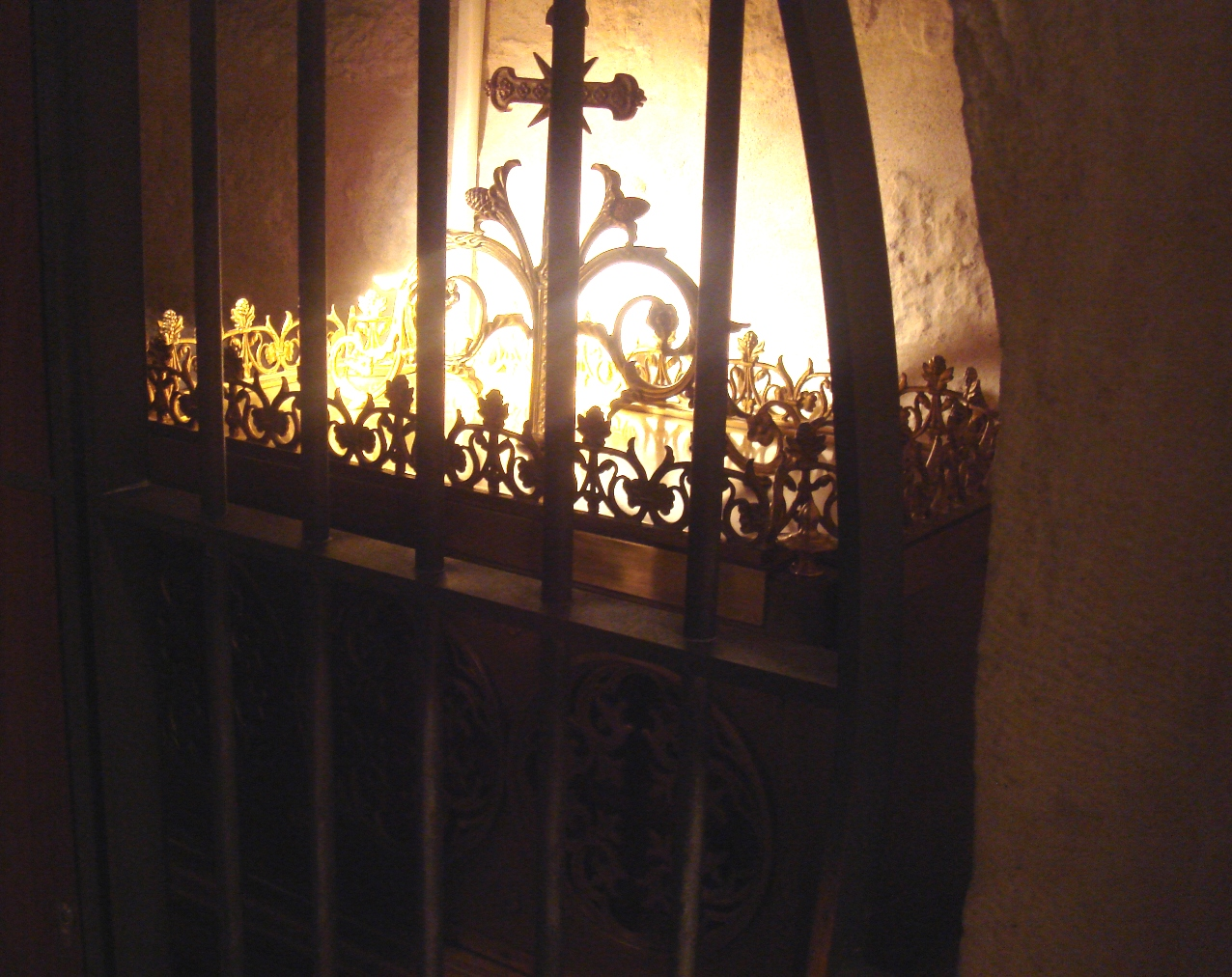
伯多祿·博里遗骨，在巴黎外方传教会

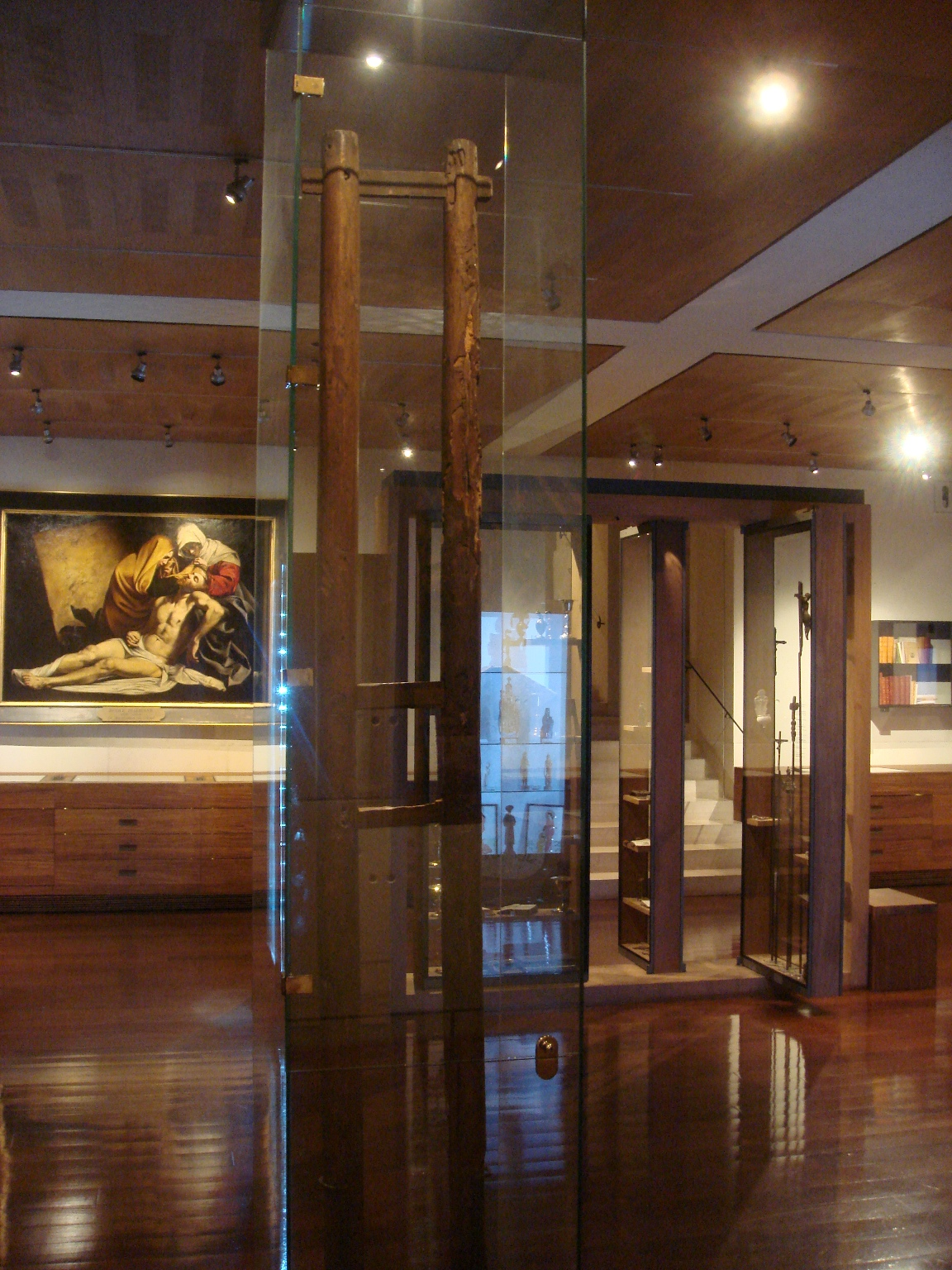
巴黎外方传教会的殉道圣人室。中间的阶梯状装置是伯多祿·博里所戴的枷锁